# Charadrahyla juanitae
Espèce
Synonymes
- Hyla juanitae Snyder, 1972
- Exerodonta juanitae Faivovich et al., 2005

Statut de conservation UICN

 VU B1ab(iii) : Vulnérable
Charadrahyla juanitae est une espèce d'amphibiens de la famille des Hylidae.

## Répartition
Cette espèce est endémique du Mexique. Elle se rencontre dans la Sierra Madre del Sur, :
- dans l'État de Guerrero entre 750 et 1 080 m d'altitude près du Cerro Teotepec à San Vicente de Benítez dans la municipalité d'Atoyac de Álvarez ;
- dans l'État d'Oaxaca entre 580 et 1 530 m d'altitude entre San Gabriel Mixtepec et San Simón Almolongas, à Candelaria Loxicha et à Santa María Jalapa del Marqués.

## Étymologie
Cette espèce est nommée en l'honneur de Juanita Snyder, l'épouse de David H. Snyder.

## Publication originale
- Snyder, 1972 : Hyla juanitae, a New Treefrog from Southern Mexico, and Its Relationship to H. pinorum. Journal of Herpetology, vol. 6, no 1, p. 5-15.
- Faivovich, Pereyra, Luna, Hertz, Blotto, Vásquez-Almazán, McCranie, Sánchez, Baêta, Araujo-Vieira, Köhler, Kubicki, Campbell, Frost, Wheeler & Haddad, 2018 : On the Monophyly and Relationships of Several Genera of Hylini (Anura:Hylidae: Hylinae), with Comments on Recent Taxonomic Changes in Hylids. South American Journal of Herpetology, vol. 13, no 1, p. 1-32.